# Acalolepta marmorata
Acalolepta marmorata es una especie de escarabajo longicornio del género Acalolepta, tribu Monochamini, subfamilia Lamiinae. Fue descrita científicamente por Fisher en 1935.
Se distribuye por Malasia. Mide aproximadamente 16-23 milímetros de longitud. El período de vuelo de esta especie ocurre en los meses de marzo y abril.